# Francisco Tavares da Cunha Melo
Francisco Tavares da Cunha Melo (Recife, 16 de dezembro de 1880 – Rio de Janeiro, 19 de junho de 1950) foi um advogado brasileiro.
Filho de Francisco Tavares da Cunha Melo e Olindina Tavares da Cunha Melo. Em sua família também se destacaram Leopoldo Tavares da Cunha Melo, constituinte de 1934 e senador pelo Amazonas de 1935 a 1937 e de 1955 a 1962, e Luís Tavares da Cunha Melo, general, cassado logo após o Golpe de Estado no Brasil em 1964.
Graduado em direito em março de 1902 pela Faculdade de Direito de Recife. Após a implantação do Estado Novo em 10 de novembro de 1937, foi nomeado no dia 26 desse mês pelo presidente Getúlio Vargas ministro do Supremo Tribunal Federal (STF), onde se aposentou em 1942.